# Qui in re illicita versatur, tenetur etiam pro casu
La massima latina qui in re illicita versatur, tenetur etiam pro casu («chi versa nell'illecito, risponde anche per il caso [fortuito]») è normalmente associata al delitto preterintenzionale, disciplinato dall'art. 43 del Codice penale vigente. È anche nota come criterio o canone del versari (in re illicita).
Si tratta di un tipo di responsabilità intermedia tra il dolo e la colpa. Come nel dolo vi è un evento voluto, come nella colpa vi è un evento non voluto, ma più grave di quello voluto. Un esempio tipico è l'uccisione della vittima in seguito a percosse o lesioni, quando cioè il reo voleva solo percuotere o cagionare lesioni, ma la vittima muore in conseguenza delle sue azioni. Un'ampia parte della dottrina penale ritiene questo criterio di imputazione del tutto incompatibile con il principio di cui all'art. 27 comma 1 della Costituzione, che, delineando la responsabilità penale come personale, escluderebbe la responsabilità oggettiva. Tuttavia questa opinione non è seguita dalla giurisprudenza, che ritiene sufficiente la volontà di un elemento essenziale del reato.
Secondo l'interpretazione prevalente, la responsabilità per il delitto meno grave è a titolo di dolo, quella per il più grave ma non voluto è obiettiva. Tuttavia, secondo un orientamento ormai consolidatosi nella giurisprudenza di legittimità, la qualificazione della responsabilità penale come responsabilità colpevole, alla luce di quanto affermato dal suddetto art. 27 Cost., deve indurre l'interprete ad escludere che possano sussistere ancora nel nostro ordinamento forme di responsabilità oggettiva. 
Di qui la necessità che, nell'ottica di un'interpretazione costituzionalmente orientata, le ipotesi di responsabilità oggettiva configurate dal codice penale, pure o miste a condotte con base dolosa, siano più correttamente qualificate come ipotesi di colpa in concreto. In proposito si veda, su tutte, la sentenza della Cassazione,  Sez. Un., del 29 maggio 2009, n. 22676, in relazione al reato di cui all'art. 586 c.p., ma che enuncia principî di portata tendenzialmente generale. 
Dunque nel caso concreto il giudice dovrà accertare se l'evento grave non voluto sia in qualche modo riconducibile a colpa e/o ne sia stata prevista l'eventualità, perché solo in questo caso si potrà delineare la responsabilità.